# بوئینگ سی-۱۳۷ استراتولاینر
بوئینگ سی-۱۳۷ استراتولاینر (به انگلیسی: Boeing C-137 Stratoliner) یک هواپیمای ساختِ بوئینگ در کشور ایالات متحده آمریکا است که در سال ۱۹۵۴–۱۹۶۵ ساخته شد. نخستین استفاده‌کنندهٔ این هواپیما نیروی هوایی ایالات متحده آمریکا بوده‌است. این هواپیما در ۳۱ دسامبر ۱۹۵۸ میلادی نخستین پرواز خود را انجام داد.